# Joseph Rosemeyer
Joseph Rosemeyer (Lingen, 13 maart 1872 - Keulen, 1 december 1919) was een Duits baanwielrenner en uitvinder. Hij nam deel aan de Olympische Zomerspelen van 1896 in Athene.
Rosemeyer werd achtste en laatste op de 333,33 meter sprint op de baan en vierde op de tien kilometer op de baan. In de tijdrit van twee kilometer moest hij opgeven.
Rosemeyers vader had in Lingen een werkplaats, waar o.a. brandkasten gemaakt werden. Na de dood van zijn vader in 1889 nam Joseph de zaak over. Vanaf 1897 ging hij ook fietsen en motorfietsen produceren en richtte in Lingen een wielersportvereniging op, en liet daar een 333 m lange wielerbaan bouwen.
In 1897 vond Rosemeyer een nieuw type elektrische lamp uit, genaamd Dauerbrand-Bogenlampe, verkreeg er het Duitse octrooi op en bezat van 1899-1912 een fabriek die deze lampen produceerde. Daarna was zijn type lamp technisch achterhaald en hij hief het bedrijf op. Rosemeyer bedacht nog een plan voor een kanaal van de Rijn naar de Noordzee, maar dat plan bleek niet uitvoerbaar. Enkele jaren later raakte hij bij een ongeluk gewond, en stierf nog enige jaren later, in 1919, aan de gevolgen daarvan.
- Gemeinsame Normdatei: 1035123630
- International Standard Name Identifier: 0000 0004 0806 9539
- Virtual International Authority File: 300374485
- WorldCat: E39PBJj8WYbkxYMhqXmgXfwDMP